# Acheron-Klasse (1911)
Die Acheron-Klasse der Royal Navy war eine ab 1911 in Dienst genommene Klasse von 23 Zerstörern, die bei der Benennung der britischen Zerstörerklassen nach Buchstaben ab August 1912 auch als I-Klasse bezeichnet wurde. Die Boote waren ein Nachbau der vorangegangenen Acorn-Klasse, allerdings hatte alle Boote nur zwei Schornsteine. Nur vierzehn Boote wurden nach den Plänen der Admiralität gebaut. Die Werften Yarrow und Thornycroft lieferten sieben schnellere Varianten nach Werksplänen („specials“). Zwei weitere Versuchsbauten für Getriebeturbinen kamen von Parsons in Zusammenarbeit mit Denny Brothers.
Der I-Klasse zugeordnet wurden 1912 auch drei australische Zerstörer der River-Klasse, von denen im Weltkrieg noch drei weitere in Australien fertiggestellt wurden.
Im Ersten Weltkrieg gingen drei Zerstörer der Acheron-Klasse verloren, die übrigen Boote wurden ab 1920 bis 1922 verschrottet. Die australischen Boote wurden 1929/1930 ausgesondert.

## Baugeschichte
Im Haushaltsjahr 1910–1911 bestellte die Royal Navy 20 Folgemodelle der Acorn-Klasse, von denen vierzehn von acht Werften nach den Vorgaben der Admiralität gebaut wurden. Da alle zwei Schornsteine erhielten, hatten auch sie ein sich gleichendes äußeres Erscheinungsbild.
Der vordere Schornstein stand zwar weiter hinter der Brücke, behinderte aber weiterhin die Kommandoeinrichtungen, so dass etliche Boote in der Mitte des Weltkriegs einen verlängerten vorderen Schornstein erhielten. Die Bewaffnung der Acorn-Klasse wurde auf den neuen Booten übernommen, die Antriebsanlage von gleicher Stärke trieb bei zwölf jetzt zwei Schrauben während die übrigen Booten weiterhin über drei Wellen angetrieben wurden.

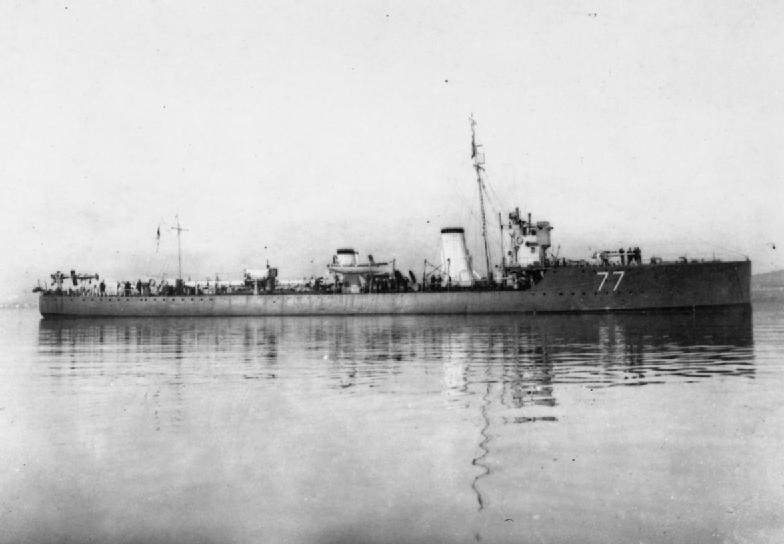
Die Forester mit erhöhtem Schornstein

Bauwerften waren erneut John Brown in Clydebank mit drei Booten, sowie
J. Samuel White in Cowes, Hawthorn Leslie in Hebburn am Tyne, William Denny in Dumbarton und nach der Pause im Vorjahr Cammell Laird in Birkenhead mit je zwei Booten. Dazu lieferten Swan Hunter & Wigham Richardson in Wallsend-on-Tyne, Vickers in Barrow-in-Furness und die erstmals als Zerstörer-Lieferant eingebundene Werft von Beardmore in Dalmuir je ein Boot.
Neben diesen vierzehn Booten wurden drei weitere Bootspaare bestellt. Zwei Aufträge gingen an die Marine Steam Turbine Company (Parsons) in Wallsend-on-Tyne, um mit Getriebeturbinen ausgerüstet zu werden, wobei die Schiffsrümpfe bei Denny im schottischen Dumbarton entstanden. Je zwei weitere Aufträge erhielten die erfahrenen Zerstörerwerften von John I. Thornycroft im Woolston bei Southampton und
nach einer Pause wieder Yarrow & Co. in Glasgow-Scotstoun, die versuchen sollten, schnellere Boote zu bauen. Diese sechs Boote erreichten schließlich Geschwindigkeiten zwischen 28 und über 30 kn bei Antriebsleistungen von 15.500 PS (Thornycroft), 16.000 PS (Yarrow) und 16.500 PS (Parsons/Denny).
Noch bevor diese sechs genannten „Specials“ vom Stapel gelaufen war, vergab die Admiralität im Juli 1911 einen weiteren Auftrag über drei weitere „Specials“ an Yarrow, bei denen der Werft noch mehr Freiheiten eingeräumt wurden. Diese Boote hatten einen Antriebsanlage von 20.000 PS und erreichten Geschwindigkeiten von über 32 kn.
Ausgeliefert wurden die Standard-Boote ab Oktober 1911 (HMS Ferret von White) bis Juni 1912 (HMS Lizard von Cammell Laird). Von den „Specials“ wurde das der Klasse den Namen gebende Boot, die HMS Acheron von Thornycroft, auch im Oktober 1911 fertiggestellt. Bis November 1912 (zuletzt HMS Beaver von Parsons/Denny, HMS Oak von Yarrow) waren auch diese neun Boote ausgeliefert.
Die Boote verdrängten je nach Bauwerft zwischen 745 und 810 t.n. bei üblichen Ausrüstungsumfang und maximal bis zu 990 t.n. Die Länge der Boote betrug um die 75 m. Die vier Wasserrohrkessel waren vom Typ Yarrow außer bei den White-Booten mit deren Typ White-Forster. Die meisten Boote hatten Parsons-Turbinen; nur die drei bei J. Brown gebauten Boote und die beiden ersten Yarrow „specials“ Archer und Attack hatten Turbinen vom Typ Brown-Curtis. Der Antrieb aller neun „specials“ und der Boote von J. Brown wirkte auf zwei Wellen; die übrigen Boote hatten einen Drei-Wellen-Antrieb.
Im Sommer 1912 erfolgte die Einordnung der britischen Zerstörer in nach Buchstaben bezeichneten Klassen und die Aufträge des Haushalts 1910/1911 wurden zur I-Klasse. In diese Klasse wurden auch die Boote der australischen River-Klasse eingeordnet.
Im Zuge der Aufstellung „Commonwealth Naval Forces“, der späteren Royal Australian Navy, wurden als erste Neubauten drei Zerstörer (Parramatta, Yarra und Warrego) am 6. Februar 1909 bestellt.
Parramatta und Yarra wurden in Großbritannien bei Fairfield und Denny fertiggestellt, die Warrego bei Fairfield bis zum Stapellauf, dann aber wieder zerlegt und die Teile per Schiff zum Zusammen- und Fertigbau nach Australien transportiert. Die Boote waren keine Entwicklung aus der Acheron-Klasse, sondern Vorläufer der Acorn-Klasse. Die Kiellegung des ersten Bootes erfolgte am 17. März 1909, sein Stapellauf am 9. Februar 1910. Das erste Boot der Acorn-Klasse wurde im Februar 1910 begonnen und lief im Juli 1910 vom Stapel, die Kiellegung der Acheron erfolgte dann im September und der Stapellauf am 27. Juni 1911, 16 Monate nach der Parramatta. Als ölgetriebene Boote waren sie kleiner als die Boote der Beagle-Klasse, deren Bewaffnung sie anfangs erhielten, hatten drei Wellen wie die Boote der Acorn-Klasse, aber nur zwei Schornsteine, was wohl zur Einordnung in der I-Klasse führte. Von diesem Typ wurden in Australien noch drei am 25. Januar 1913 bestellte Boote während des Ersten Weltkriegs fertiggestellt.
- siehe auch River-Klasse (1910)

## Einsatzgeschichte
Als erste Boote kamen im November 1911 die Acheron, ein Thornycroft „special“, und das White-Boot Ferret in den Dienst der Navy, der bis zum Mai 1912 alle vierzehn Standard-Boote und drei weitere „specials“ folgten. Nur die beiden Boote von Parsons/Denny mit Getriebeturbinen und die drei Boote des zweiten Auftrags an Yarrow wurden erst bis November 1912 fertiggestellt.
Die Boote ersetzten bei der 1. Zerstörerflottille die zuvor eingesetzten Zerstörer der Beagle-Klasse. Im Dezember 1912 strandete die Beaver vor Great Yarmouth, konnte bei Flut aber wieder abgebracht werden.

### Kriegseinsatz
1914 befanden sich 20 Boote der Acheron-Klasse bei der 1. Zerstörerflottille bei der Home Fleet. Flaggschiff der vier Zerstörerflottillen der Flotte war der Kreuzer Amethyst, Führungskreuzer der 1. Flottille die Fearless.
Die drei nachbestellten, schnelleren Boote der zweiten Yarrow-Serie dienten bis 1918 als Übermittlungsboot (Oak) beim Flottenflaggschiff Iron Duke und zur Unterstützung der U-Boot-Flottillen (Firedrake, Lurcher) in Harwich.

#### Einsätze in der Nordsee

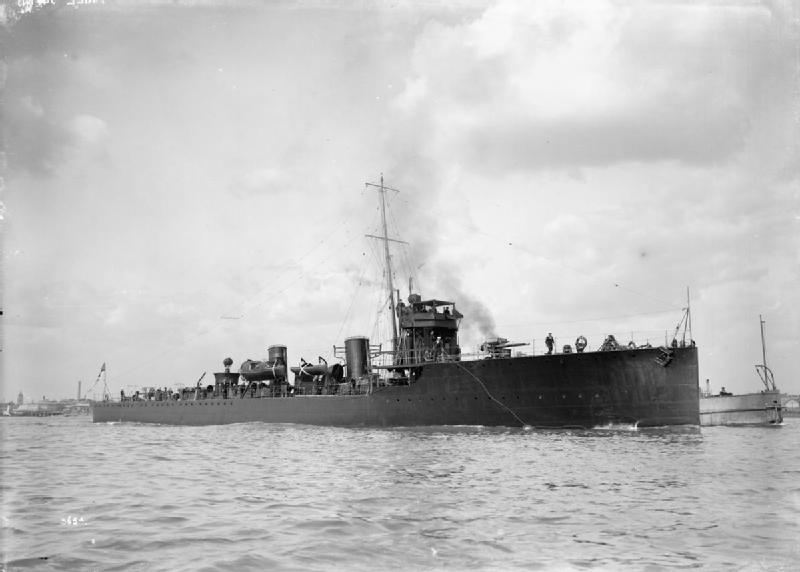
Die Ariel, ein Yarrow „special“

Der erste Kampfeinsatz der Boote erfolgte im Gefecht bei Helgoland am 28. August 1914 mit der Fearless und 16 (?) Booten (Acheron, Archer, Ariel, Attack, Badger, Beaver, Defender, Druid, Ferret, Forester, Goshawk, Hind, Jackal, Lapwing, Lizard, Phoenix, Sandfly) der 1. Flottille sowie Lurcher und Firedrake als Führungsbooten der eingesetzten U-Boote.
Die von Goshawk geführte Division entdeckte sechs nach Helgoland zurücklaufende Sicherungsboote, die von ihnen angegriffen wurden und letztlich zur Versenkung des deutschen Torpedoboots V 187 führten, das den Kampf annahm, um den anderen Booten die Flucht zu ermöglichen. Die Defender setzte zwei Boote zur Rettung der Schiffbrüchigen aus, als der deutsche kleine Kreuzer Stettin in das Gefecht eingriff und die Zerstörer der 1. Flottille zum Rückzug zwang. Das britische Unterseeboot E 4 beobachtete die Situation und versuchte erfolglos, die Stettin zu torpedieren, entkam aber dem Rammversuch der deutschen Kreuzers durch ein Tauchmanöver. Als es wieder auftauchte, entdeckte es die britischen Rettungsboote. E 4 nahm die britischen Seeleute und drei Deutsche als Gefangene an Bord. Wegen Platzmangels entließ sie 18 verwundete Deutsche und einen Offizier mit sechs unverletzten Männern in den beiden britischen Rettungsbooten mit Wasser, Nahrungsmitteln und Medikamenten nach Helgoland.
Später gelang es der auch auf dem Gefechtsfeld erscheinenden Mainz, drei Zerstörer der 3. Flottille schwer zu beschädigen. Die Lapwing nahm die zeitweise bewegungsunfähige Laurel in Schlepp und rettete sie vor der Vernichtung.
Als die Mainz eine Stunde später von schweren britischen Einheiten getroffen war, ging die inzwischen auf dem Gefechtsfeld eingetroffene Lurcher längsseits des sinkenden deutschen Kreuzers und übernahm eine große Zahl Verwundeter. Insgesamt 348 Mann des Kreuzers wurden von den Briten gerettet, darunter Oberleutnant zur See Wolfgang von Tirpitz, der Sohn des Großadmirals Alfred von Tirpitz. 89 Mann der Mainz verloren ihr Leben.
Unter den Booten der 1. Zerstörerflottille wurde nur die Goshawk beschädigt. Die Flottille hatte keine Toten zu beklagen, während auf den Einheiten der 3. Flottille über 30 Mann starben.
Am 29. Oktober 1914 gelang der Badger der erste erfolgreiche Angriff eines alliierten Schiffes auf ein deutsches Unterseeboot, als der Zerstörer U 19 vor der niederländischen Küste rammte. Dem schwer beschädigten U-Boot gelang allerdings die Flucht. U 19 konnte repariert werden und überstand den Krieg.
Im Oktober 1914 kam die ursprünglich für Chile gebaute Faulknor als Halbflottillenführer zur 1. Zerstörerflottille.
Am 24. Januar 1915 waren vierzehn (15?) der Boote dann innerhalb der 35 Boote der Harwich Force am Gefecht auf der Doggerbank beteiligt. Geführt von der Aurora waren Acheron, Attack, Hydra, Ariel (1. Division); Ferret, Forester, Defender, Druid (3. Div.); Hornet, Tigress, Sandfly, Jackal (4. Div.); Goshawk, Phoenix, Lapwing (5. Div.) beteiligt. Die Attack übernahm im Gefecht den Befehlshaber Beatty um 11:34 Uhr von der Lion, als der Schlachtkreuzer ausfiel, und brachte ihn zur Princess Royal, wo er um 12:20 Uhr das Kommando wieder übernahm. In das auf großer Distanz und bei hoher Geschwindigkeit geführte Gefecht der Schlachtkreuzer konnten die Zerstörer nicht eingreifen.

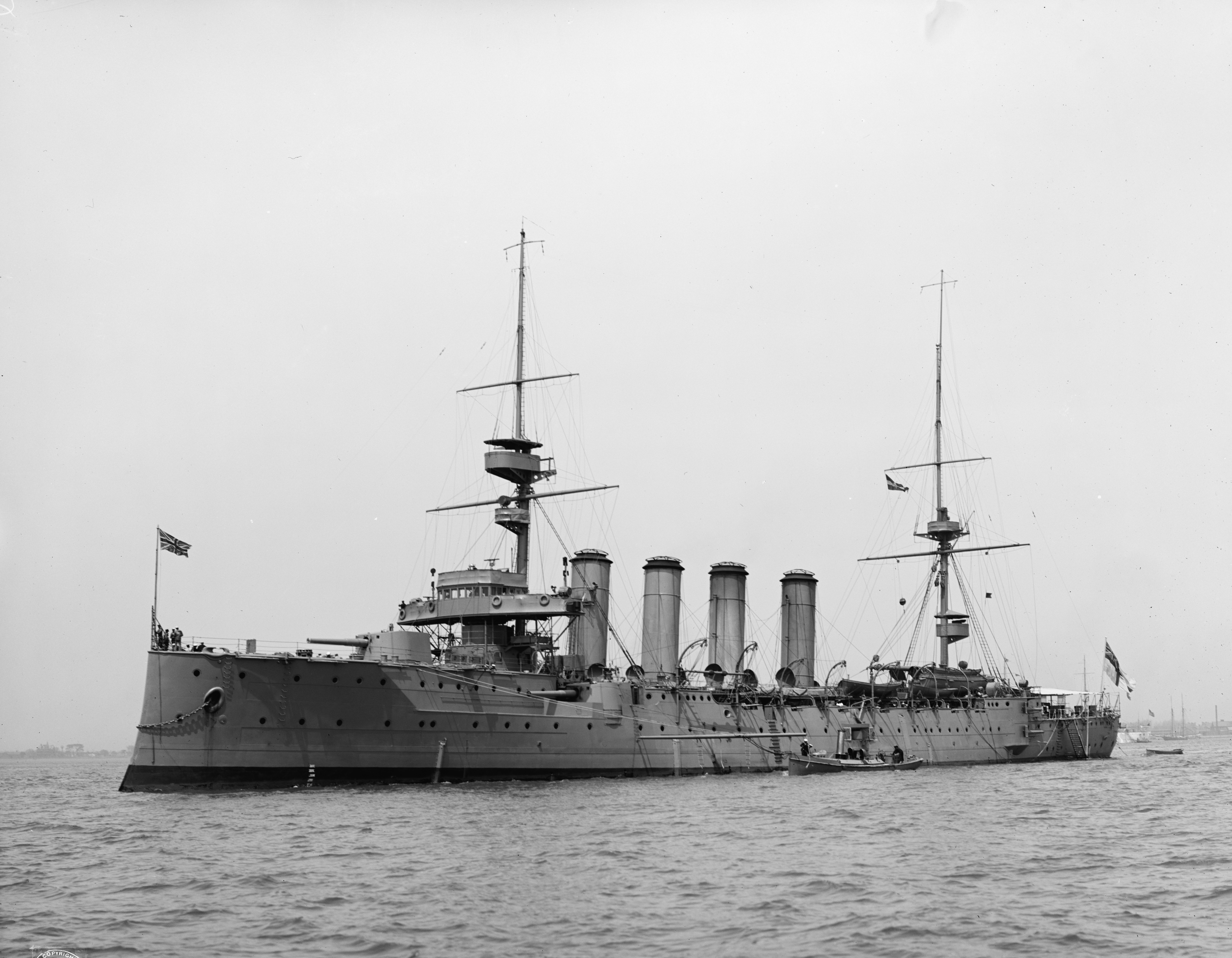
Die Argyll

Am 10. März 1915 gelang erstmals einem Boot der Klasse die Versenkung eines U-Boots. Acheron, Attack und Ariel suchten ein von einem Trawler gesichtetes U-Boot vor Aberdeen. Die Attack entdeckte U 12 und nahm es unter Feuer. Darauf sah auch Ariel das U-Boot und die drei Zerstörer liefen auf das tauchende Boot zu. Ariel entdeckte das Sehrohr des U-Bootes in unmittelbarer Nähe und rammte das Boot. U 12 kam an die Oberfläche und die Besatzung verließ das U-Boot. Die Zerstörer nahmen das U-Boot unter Feuer und es sank nach wenigen Minuten. Die Zerstörer retteten noch zehn Schiffbrüchige, 19 Mann ließen ihr Leben. Der Bug der Ariel war schwer beschädigt und sie musste eingeschleppt werden.
Am 28. Oktober 1915 lief der Panzerkreuzer HMS Argyll beim Leuchtturm von Bell Rock nahe Dundee auf. Die auf einer Überwachungsfahrt befindlichen Hornet und Jackal brachen diese ab und retteten die 650-köpfige Besatzung

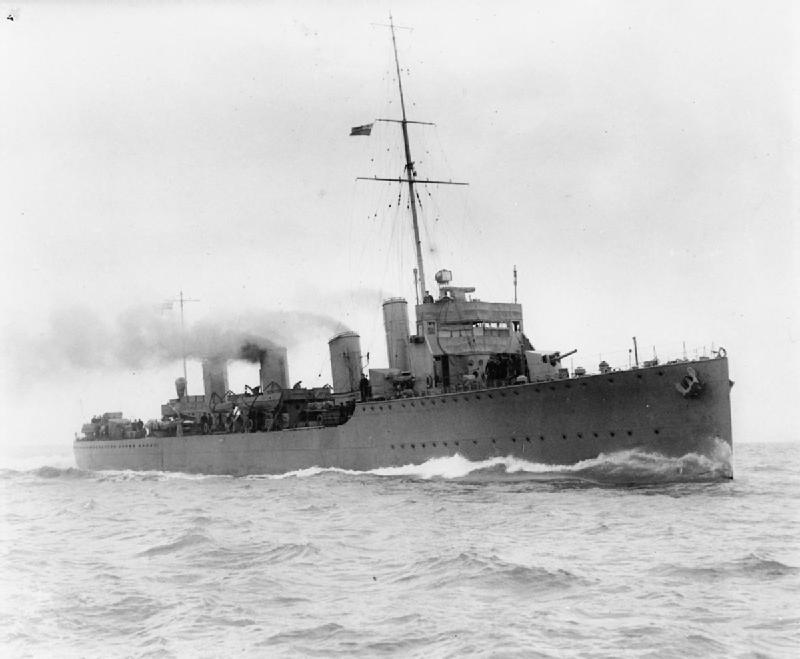
Die Botha, zeitweise Flottillenführer der Acheron-Boote

Seit April 1915 gehörte die Flottille wieder zur Grand Fleet und kam in der Seeschlacht am Skagerrak mit der Fearless und den neun Booten Defender; 1. Div.: Acheron, Ariel, Attack, Hydra; 2. Div.: Badger, Lizard, Goshawk, Lapwing als Sicherung des 5. Schlachtgeschwaders der Schnellen Schlachtschiffe zum Einsatz. Der Flottillenführer Botha und fünf Boote Archer, Jackal, Phoenix, Tigress befanden sich in der Routineüberholung; die übrigen Boote waren mit dem 3. Schlachtgeschwader der King-Edward-VII-Klasse in der Themsemündung. Die Badger sollte Überlebende der Invincible aufnehmen, konnte aber nur sechs der 1021 Mann des gesunkenen Schlachtkreuzers retten. Die Defender wurde während des Nachtgefechts getroffen (1 Toter) und hatte kurzzeitig einen totalen Antriebsausfall. Noch während der Reparatur nahm sie die schwer beschädigte Onslow in Schlepp und brachte sie am folgenden Tag nach Aberdeen. Diese Aktion wurde von Rudyard Kipling in Sea Warfare unter dem Titel Towing Under Difficulties beschrieben.

#### Einsatz in der Geleitsicherung
Nach der Skagerrakschlacht verblieb ein Teil der Boote als 1. Flottille beim 3. Schlachtgeschwader und wurde schließlich eine Sicherungsflottille im Kanal auch mit Booten der L-Klasse, die bis zum Herbst 1917 alle Acheron-Boote ersetzten.
Am 6. Dezember 1916 suchte die Ariel auf Grund einer Funkwarnung am westlichen Kanaleingang nach einem U-Boot. Sie entdeckte einen U-Bootturm und warf eine Wasserbombe über dessen vermuteter Position, die aber nicht zündete. Die Ariel brachte dann ihren mitgeführten „explosive paravane“ aus, eine Art geschleppte Wasserbombe, die bei Berührung zündete. Es kam zu einer Explosion und Öl und Luftblasen stiegen an die Oberfläche. Die Ariel hatte mit UC 19 ihr zweites U-Boot versenkt. Die 25 Mann des U-Bootes starben und UC 19 liegt nun auf der Position 49°41´N, 6°31´W auf etwa 100 m Tiefe.
Am 18. Januar 1917 wurde die Ferret schwer beschädigt, als sie vom deutschen U-Boot UC 21 südöstlich der Isle of Wight torpediert wurde. Der Zerstörer konnte eingebracht werden und wurde zum Minenleger umgebaut und kam in dieser Funktion im Sommer 1917 wieder in Dienst.
Am 18. Februar 1917 erlitt der australische Truppentransporter HMAT Berrima (1913, 11.137 BRT) im Ärmelkanal 50 Meilen westlich von Portland Bill einen Minentreffer. Die Besatzung ging in die Rettungsboote und wurde dann von der Forester aufgenommen. Der Zerstörer nahm das beschädigte Schiff in den Schlepp und brachte es am nächsten Tag nach Portland Harbour ein. Es konnte repariert und wieder in Dienst gebracht werden.
Am 31. August 1917 versuchte die Sandfly, dem Frachter Miniota der Canadian Pacific Line (1914, 6422 BRT) zu helfen, der von U 19 30 sm vor Start Point torpediert worden war. Die Miniota hatte ein riesiges Loch im Vorschiff und ließ sich kaum schleppen. Der Versuch, sie nach Portland Harbour einzubringen, scheiterte und sie sank.
Als erstes Schiff der Acheron-Klasse kam die Tigress im Juli 1916 zu der 2. Zerstörerflottille in Devonport in den Geleitdienst. Diese Flottille erhielt nach und nach zwölf Boote (Acheron, Archer, Ariel, Attack, Badger, Goshawk, Hydra, Jackal, Lapwing, Lyzard, Phoenix) der Klasse. Als sie im September 1917 nach Buncrana in Irland verlegte, blieben nur noch vier Boote der Klasse (Badger, Jackal, Lapwing, Lyzard) bei der Flottille, die auch bald in das Mittelmeer verlegt wurden. Als einziges Boot der Acheron-Klasse blieb die Badger bis zum April 1918 bei dieser Einheit.

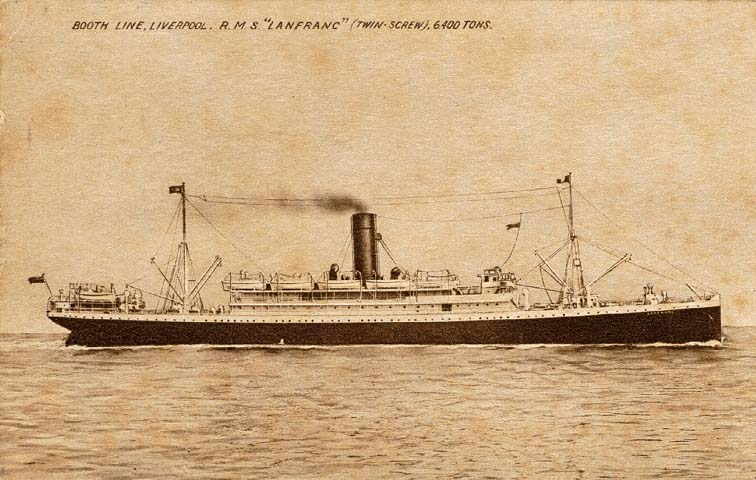
Hospitalschiff Lanfranc

Am Abend des 17. April 1917 torpedierte das deutsche U-Boot UB 40 das Hospitalschiff Lanfranc kurz nachdem es aus Le Havre nach Southampton ausgelaufen war. Das Schiff hatte 387 Patienten an Bord, von denen 167 deutsche Kriegsgefangene waren. 326 der Patienten waren bettlägerig. Trotzdem konnten die sofort zur Hilfe eilenden Badger und Jackal, unterstützt Patrouillenbooten HMS P47 und der französischen Roitelet 570 Schiffbrüchige retten und nach Portsmouth bringen. 17 britische Besatzungsmitglieder und 17 deutsche Patienten kamen bei dem Untergang ums Leben.
Im August 1917 wurden die ersten drei Zerstörer der Acheron-Klasse zur 4. Zerstörerflottille versetzt. Im Herbst 1917 wurde die 4. Flottille in Devonport mit elf Booten (Ariel, Attack, Beaver, Defender, Druid, Forester, Goshawk, Hind, Hornet, Sandfly, Tigress) stärkste Einheit mit Acheron-Zerstörern. Von Dezember 1917 (Attack, Tigress) bis Juni 1918 (Defender) wurden fast alle Boote in das Mittelmeer abgegeben.
Nur die Ariel und Sandfly verblieben in den Heimatgewässern und wurden ab Oktober 1917 bzw. Februar 1918 zu Minenlegern umgerüstet.

#### Einsatz als Minenleger
Die Möglichkeit, Zerstörer zu Minenlegern umzurüsten und die neuen, zuverlässigen Minen des Typs H2 erlaubten die größte alliierte Minenlege-Aktion des Krieges, welche die deutschen Kriegsschiffe und U-Boote in der Helgoländer Bucht einschließen sollte. Von 1917 bis zum Kriegsende wurde diese Arbeit durchgeführt. Die ersten minenlegenden Boote (Ferret und Legion, Lawford und Loyal der Laforey-/L-Klasse) kamen im August 1917 zur 7. Zerstörerflottille an die Ostküste.
Ab März 1918 wurden die Minenleger in der 20. Zerstörerflottille zusammengefasst.

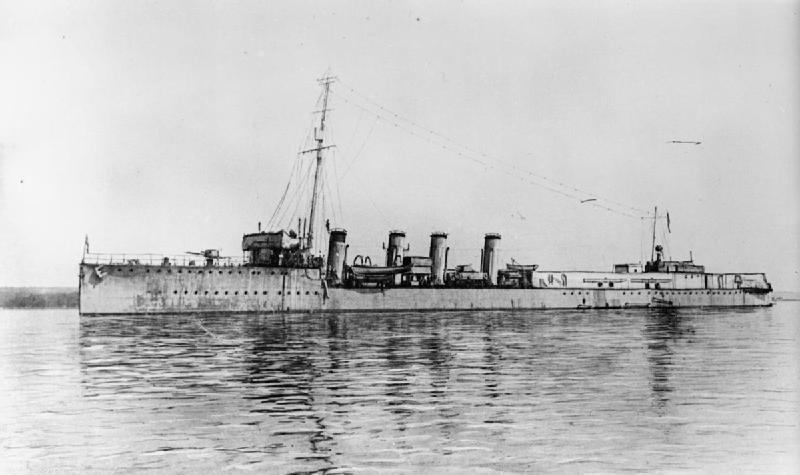
Flottillenführer HMS Abdiel

Bei einer Aktion in der Nacht vom 27. zum 28. März 1918 stießen dabei die Minen legenden Zerstörer Ariel, Ferret, der Flottillenführer Abdiel sowie Legion und Telemachus 70 sm nordwestlich von Helgoland auf drei deutsche Vorpostenboote, versenkten diese und nahmen die 72 Mann der Besatzungen gefangen. Für diese Aktion wurde den beteiligten britischen Besatzungen später Prisengeld gewährt.
Bei einem Minenlege-Einsatz am westlichen Ende der Helgoländer Bucht von Abdiel, Ariel, Telemachus, Vanquisher und Vehement lief letztere um 23:47 Uhr zwanzig Seemeilen vor dem geplanten Ziel auf eine deutsche Mine und verlor ihr Vorschiff. Die britische Flottille war in ein deutsches Minenfeld geraten. Beim Versuch, aus diesem zu entkommen, erlitt auch die Ariel um 00:10 Uhr am 2. August einen Minentreffer, verlor ebenfalls Teile ihres Vorschiffes und sank innerhalb einer Stunde. Der Kommandant des Bootes und weitere 48 Mann der Besatzung ließen ihr Leben. Der Versuch der Abdiel, die noch schwimmende Vehement abzuschleppen, endete gegen 4:00 Uhr, als fast nur noch das Heck des schwer beschädigten Zerstörers der V- und W-Klasse aus dem Wasser ragte. Die Begleiter versenkten das Boot, auf dem 48 Mann ihr Leben verloren hatten.
Beim Kriegsende waren Ferret und Sandfly neben der Abdiel, Gabriel, drei Zerstörern der 'V'-Klasse, zwei der 'R'-Klasse und einem der 'L'-Klasse bei der 20. Minenleger-Zerstörerflottille in Immingham im Einsatz.

#### Einsatz im Mittelmeer
Im Januar 1915 neu aufgestellte 5. Zerstörerflottille der Mittelmeerflotte war im Sommer 1917 mit 29 Zerstörern und acht Torpedobooten eine der stärksten Flottillen der Royal Navy. Im August 1917 trafen die sechs Boote der australischen River-Klasse im Mittelmeer ein und verstärkten die Flottille um erste Zerstörer der I-Klasse. Von September bis Dezember 1917 kamen weitere neun Boote der Acheron-Klasse von der 2. und 4. Flottille zur 5. Flottille ins Mittelmeer, die zum Jahreswechsel über 35 Zerstörer verfügte, da sie gleichzeitig andere Boote in die Heimat abgab. Bis zum Sommer 1918 wurde sie auf 51 Zerstörer verstärkt, darunter auch weitere acht Acheron-Boote, von denen zuletzt im Juli die Defender eintraf.

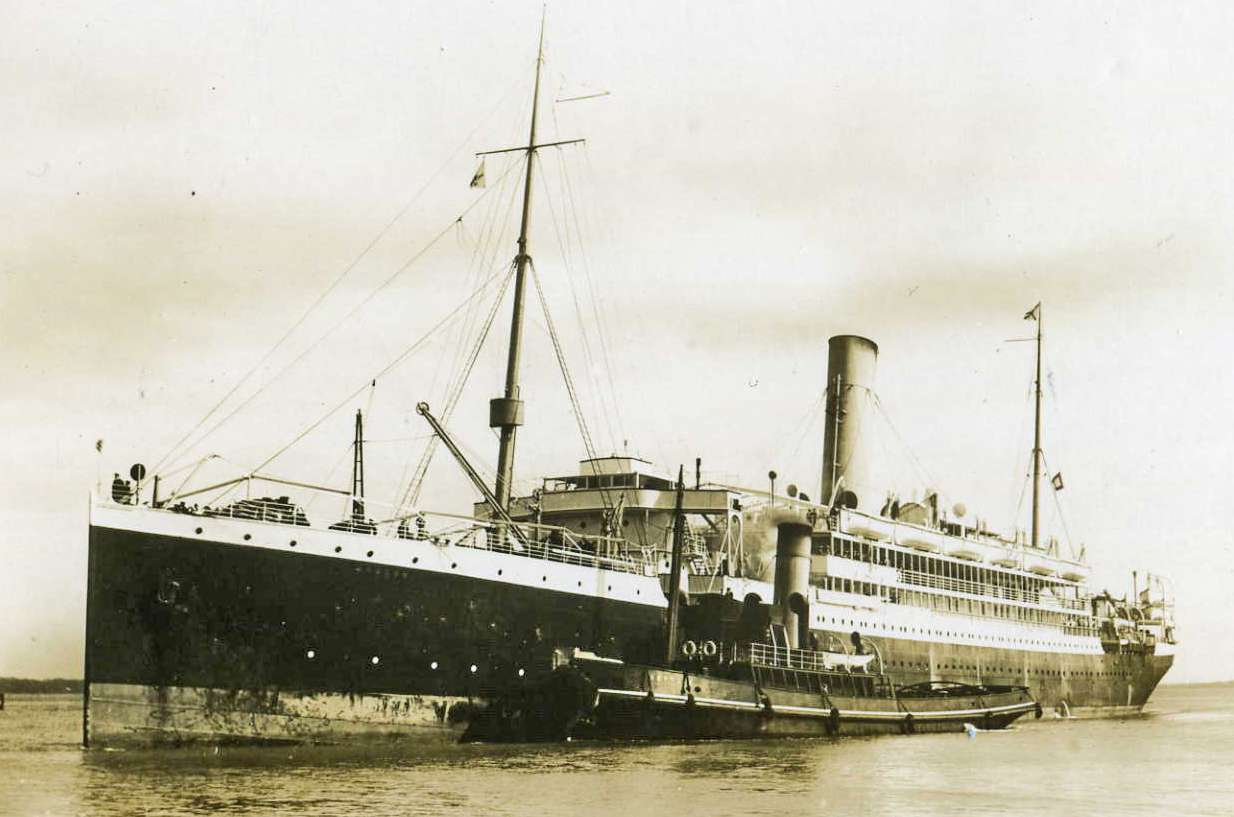
HMT Aragon

Die Attack ging am 30. Dezember 1917 schon im ersten Monat ihres Einsatzes im Mittelmeer verloren. Mit zwei japanischen Zerstörern hatte sie am 27. Dezember in Malta die Sicherung der Transporter HMT Aragon und Nile auf der Weiterfahrt nach Ägypten übernommen. Auf dem Weg überwand der kleine Geleitzug einen Sturm und trennte sich am Morgen des 30. vor der ägyptischen Küste. Nile und die beiden japanischen Boote liefen weiter nach Port Said, während Aragon und Attack Alexandria ansteuerten. Die Aragon hatte 2200 Soldaten zur Verstärkung des Feldzuges in Palästina, 150 zusätzliche Offiziere, 160 Sanitäterinnen und eine große Menge Weihnachtspost an Bord. Sie befand sich mit ihrem Begleitzerstörer in der Zufahrt nach Alexandria und wartete auf die Zuweisung eines Liegeplatzes in dem überfüllten Hafen, als sie 8 Meilen vor dem Ziel gegen Mittag von einem Torpedo des deutschen U-Boots UC 34 getroffen wurde und rasch sank. Die Attack ging fast längsseits des sinkenden Schiffes und versuchte, so viele Menschen wie möglich zu übernehmen. Als die Aragon nach 20 Minuten endgültig sank, kam es zu einer Kesselexplosion, die einen Teil ihrer ausgebrachten Rettungsboote zum Kentern brachte. Attack und ein eingetroffenes Wachschiff bemühten sich, die Schiffbrüchigen aus dem Wasser an Bord zu nehmen. Mit inzwischen fast 400 Schiffbrüchigen an Bord wurde dann die Attack von einem weiteren Torpedo selbst getroffen, zerbrach und sank in wenigen Minuten auf 31°18′N 29°49′O. Dabei trat eine große Menge Treiböl aus, das die immer Wasser treibenden Schiffbrüchigen überzog und zum Teil tötete. Weitere Wachboote bemühten sich um die Opfer und schleppten die überladenen Rettungsboote der Aragon ein. Über 600 Menschen konnten nicht gerettet werden.
Das Wrack der Aragon liegt weiterhin in 40 m Tiefe vor der ägyptischen Küste.
Neben der unmittelbaren Sicherung des alliierten Schiffsverkehrs im Mittelmeer hatte die Royal Navy drei weitere Aufgaben: die Absicherung der Adria gegen einen Ausbruch österreichischer Schiffe und der Unterseeboote der Mittelmächte, die Blockade der türkisch-deutschen Flotte am Dardanellen-Ausgang und die Unterstützung des alliierten Vormarsches in Palästina. Für die zuletzt genannte Aufgabe waren in den letzten Monaten des Jahres 1917 neben dem alten Kreuzer HMS Grafton und den Monitoren M29, M30 und M32 auch die Zerstörer Lapwing und Lizard im Einsatz.
Am 19. Januar 1918 brachen die deutsch-türkischen Hauptkampfschiffe, der Schlachtkreuzer Yavûz Sultân Selîm (ex Goeben) und der Kleine Kreuzer Midilli (ex Breslau) aus den Dardanellen in das Ägäische Meer aus und versuchten, die britischen Stützpunkte vor dem Dardanellen-Ausgang anzugreifen. Die beiden Angreifer wurden zuerst von der Lizard entdeckt, die gegen das Abwehrfeuer des Schlachtkreuzers nicht auf Torpedoreichweite an die Schiffe herankam. Mit dem Schwesterschiff Tigress versuchte der Zerstörer dann, die in der Kusu-Bucht von Imbros liegenden Monitore Raglan und M28 einzunebeln. Beide Monitore wurden von der präzise schießenden Artillerie der deutsch-türkischen Schiffe schnell versenkt. Die deutsch-türkische Kampfgruppe wollte dann weiter nach Mudros laufen, wo weitere britische Einheiten vermutet wurden. Dabei geriet sie in ein Minenfeld und beide Schiffe wurden beschädigt. Die Midilli/Breslau sank nach insgesamt fünf Minentreffer mit 330 Mann. Etwa 130 Mann wurden von den beobachtenden britischen Zerstörern gerettet. Yavûz Sultân Selîm/Goeben war nach drei Minentreffern schwer beschädigt, brach den Einsatz ab und musste bei der Nagara-Bank in den Dardanellen auf Grund gesetzt werden. Die beiden britischen Zerstörer konnten ihr wegen zur Verstärkung eintreffender türkischer Torpedoboote und dem Feuer der türkischen Küstenartillerie nicht folgen. Die Versuche, die auf Grund liegende Goeben durch Flugzeuge oder ein U-Boot völlig auszuschalten, blieben erfolglos.
In der Nacht vom 22. auf den 23. April 1918 kam es zu einem Zerstörergefecht am Adria-Ausgang. Die fünf österreich-ungarische Zerstörer Triglav, Uzsok, Dukla, Lika und Csepel der Tátra-Klasse unter Fregattenkapitän Karl Herkner versuchten, den alliierten Schiffsverkehr zwischen Italien und Albanien nahe Valona (heute Vlorë, Albanien) zu unterbrechen. In der Nacht standen sechs alliierte Zerstörer zur Sicherung in See, die in drei Paare aufgeteilt waren, die in einem Abstand von 10 Meilen zueinander die Meerenge sicherten. Die australische HMAS Torrens bildete eine Gruppe mit der französischen Cimeterre, eine weitere die beiden Acorn-Boote Alarm und Comet und die dritte die Hornet und Jackal der Acheron-Klasse. Letztere sichteten die k.u.k.-Zerstörer, liefen auf sie zu und schossen das Erkennungssignal. Als die Distanz sich auf 1,5 sm verkürzt hatte, eröffneten die Tátra-Boote das Feuer und konzentrierten sich auf die Hornet. Die beiden britischen Boote drehten ab und versuchten, die Angreifer zur Verfolgung zu veranlassen, als die Hornet getroffen wurde und eine Munitionskammer im Vorschiff explodierte. Das brennende Boot wurde erneut an der Brücke und im Ruderstand getroffen und lief mit eingeklemmten Ruder im Kreis. Jackal drehte zur Unterstützung des Schwesterboots um, aber der österreichische Befehlshaber Herkner auf der Triglav brach das Gefecht nach 15 Minuten ab, da er von einer Alarmierung der alliierten Flotte ausging. Die Jackal konnte den schnelleren k.u.k.-Zerstörern nicht folgen und verlor sie nach Mitternacht aus der Sicht. 25 Minuten später hatten Alarm, Torrens und Cimeterre zur Jackal aufgeschlossen, aber nach weiteren 50 Minuten brachen die vier Boote die Suche und Verfolgung ohne Ergebnis ab. Die Hornet war schwer beschädigt und die Jackal hatte ihren Hauptmast verloren. Die Österreicher liefen nach Cattaro (heute Kotor in Montenegro) zurück und hatten keinen einzigen Treffer erlitten. Auf den beiden britischen Booten verloren sieben Mann ihr Leben (fünf auf der Hornet) und 25 wurden verwundet.
Am Morgen des 14. Mai 1918 ging dann der Acheron-Zerstörer Phoenix an der Otranto-Sperre verloren, als er vom österreich-ungarischen U-Boot U 27 auf der Position 40°12´30´´N,18°52´12´´O torpediert wurde HMAS Warrego versuchte erfolglos, das beschädigte Boot nach Valona einzuschleppen; die Phoenix sank nach über vier Stunden unmittelbar vor dem Hafen doch noch auf 40°23.5´N, 19°14´O. Die Besatzung konnte bis auf zwei beim Torpedotreffer getötete Seeleute vor dem Kentern des Bootes abgeborgen werden.
Beim Kriegsende 1918 verfügte die Royal Navy noch über 20 Boote der Acheron-Klasse. Die drei „specials“ der zweiten Serie von Yarrow hatten noch dieselben Aufgaben wie bei Kriegsbeginn. Die Oak diente beim Flottenflaggschiff in Scapa Flow für Sonderaufgaben und Firedrake und Lurcher in Harwich zur Unterstützung der 9. Unterseeboots-Flottille.
Bei der 20. Minenleger-Flottille in Immingham wurden die Ferret und Sandfly neben zwei Flottillenführern und sechs moderneren Zerstörern eingesetzt. Die übrigen fünfzehn Boote (Acheron, Archer, Hydra, Jackal, Lapwing, Lizard, Tigress; Badger, Beaver, Defender, Druid, Forester, Goshawk, Hind, Hornet) befanden sich alle in der 5. Zerstörerflottille bei der Mittelmeerflotte, wo auch die sechs australischen Boote der River-/I-Klasse (Parramatta, Warrego, Yarra; Huon, Swan, Torrens) seit 1917 Dienst taten.

### Kriegsende

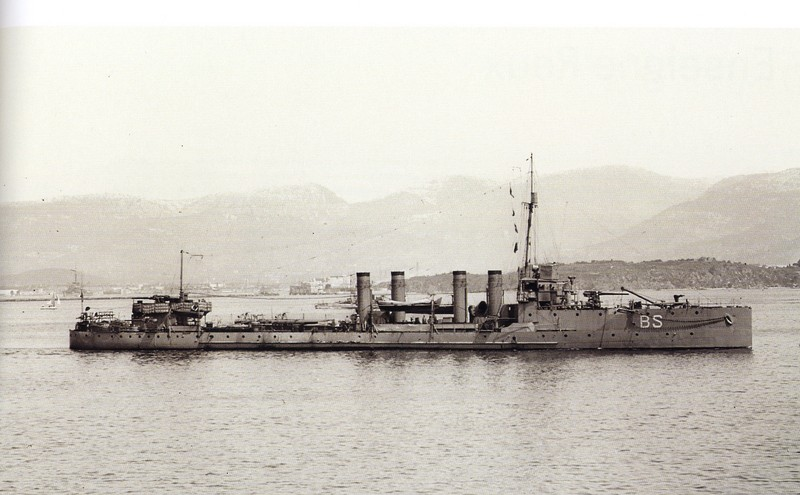
Der französische Zerstörer Bisson

Als die alliierte Flotte nach der Kapitulation der Türkei am 30. Oktober 1918 in die Dardanellen am 12. November einlief und bis Konstantinopel marschierte, waren von den 31 britischen Zerstörern zwölf der Archeron-Klasse (Acheron, Archer, Beaver, Druid, Forester, Goshawk, Hind, Hornet, Hydra, Jackal, Lapwing, Tigress) und vier australische Boote. Einige Boote übernahmen auch Aufgaben im Schwarzen Meer. So versah die Parramatta einen regelmäßigen Postdienst nach Sewastopol, kam die Warrego auch kurz zum Einsatz und die Swan klärte mit dem französischen Zerstörer Bisson die Situation in der östlichen Ukraine auf, bis ein Vorstoß der Roten Armee zum Abbruch der Mission zwang. Die Beaver, die nach der türkischen Kapitulation erste Besatzungstruppen an die Dardanellen transportiert hatte, lief nach Odessa und beobachtete die Entwicklung zwischen der deutschen Besatzungsarmee und den sich konstituierenden Weißen Russischen Truppen. Sie lief auch in die Donau zur Überwachung des Verhaltens von Bulgarien und Rumänien und ging schließlich im Dezember nach Sewastopol, um den Zustand der russischen Schwarzmeerflotte aufzuklären. Auf den Fahrten übernahm sie auch politische Flüchtlinge.

## Endschicksal
Im Januar 1919 verließen die australischen Boote als erste die Mittelmeerflotte. Im Februar verließen mit Archer, Badger, Beaver, Defender, Goshawk, Jackal, Lizard und Tigress auch die ersten acht Boote der Acheron-Klasse das Mittelmeer, denen die anderen in den nächsten Monaten folgten. In der Heimat wurden sie außer Dienst gestellt und 1920 bis 1922 verschrottet.
 Alle 23 Boote der Royal Navy waren zumindest mit einer Battle Honour ausgezeichnet worden, die Ariel und die Lapwing hatten sogar vier erhalten. Die Auszeichnungen „HELIGOLAND, 28 Aug 1914“ ging an 19 Boote, „DOGGER BANK 24 Jan 1915“ an 15 Boote und „JUTLAND, 31 May 1916“ an zehn. Sechs Boote erhielten diese drei Auszeichnungen. Darüber hinaus erhielten Ariel, Lapwing und Lizard noch „BELGIAN COAST, 1914“ und Ferret „BELGIAN COAST, 1917“.

### Die Boote derAcheron-Klasse
| Name        | Bauwerft                   | Kiellegung | Stapellauf | in Dienst  | Endschicksal                                       |
| ----------- | -------------------------- | ---------- | ---------- | ---------- | -------------------------------------------------- |
| Ferret      | J. Samuel White            | 09.1910    | 12.04.1911 | 10.1911    | Mai 1921 zum Abbruch                               |
| Forester    | White                      | 09.1910    | 1.06.1911  | 01.1912    | November 1921 zum Abbruch                          |
| Hind        | John Brown BauNr. 404      | 13.02.1911 | 28.07.1911 | 21.11.1911 | Mai 1921 zum Abbruch                               |
| Hornet      | Brown BauNr. 405           | 24.01.1909 | 20.12.1911 | 21.03.1912 | Mai 1921 zum Abbruch                               |
| Hydra       | BrownBauNr. 406            | 02.1911    | 19.02.1912 | 04.1912    | Mai 1921 zum Abbruch                               |
| Sandfly     | Swan Hunter BauNr. 875     | 08.1910    | 26.07.1911 | 12.1911    | Mai 1921 zum Abbruch                               |
| Jackal      | Hawthorn Leslie BauNr. 443 | 6.10.1910  | 8.09.1911  | 27.01.1912 | September 1920 zum Abbruch                         |
| Tigress     | Hawthorn BauNr. 444        | 13.02.1911 | 20.12.1911 | 30.03.1912 | Mai 1921 zum Abbruch                               |
| Defender    | William Denny BauNr. 935   | 8.11.1910  | 30.08.1911 | 20.01.1912 | November 1921 zum Abbruch                          |
| Druid       | Denny BauNr. 936           | 8.11.1910  | 4.12.1911  | 29.03.1912 | Mai 1921 zum Abbruch                               |
| Lapwing     | Cammell Laird              | 02.1911    | 29.07.1911 | 04.1912    | Oktober 1921 zum Abbruch                           |
| Lizard      | Cammell Laird              | 02.1911    | 10.10.1911 | 06.1912    | November 1921 zum Abbruch                          |
| Phoenix     | Vickers                    | 01.1911    | 9.10.1911  | 05.1912    | 14. Mai 1918 torpediert und gesunken, 2 Tote       |
| Goshawk     | Beardmore BauNr. 501       | 01.1911    | 18.10.1911 | 05.1912    | November 1921 zum Abbruch                          |
| Thornycroft | specials                   |            |            |            |                                                    |
| Acheron     | Thornycroft                | 09.1910    | 27.06.1911 | 10.1911    | Mai 1921 zum Abbruch                               |
| Ariel       | Thornycroft                | 10.1910    | 26.09.1911 | 03.1912    | 2. August 1918 nach Minentreffer gesunken, 49 Tote |
| Yarrow      | specials                   |            |            |            |                                                    |
| Archer      | Yarrow & Co BauNr. 1296    | 09.1910    | 21.10.1911 | 02.1912    | Mai 1921 zum Abbruch                               |
| Attack      | Yarrow BauNr. 1297         | 09.1910    | 12.12.1911 | 05.1911    | 30. Dezember 1917 torpediert und gesunken          |
| Parsons     | specials                   |            |            |            |                                                    |
| Badger      | W. Denny BauNr. 933        | 10.1910    | 11.07.1911 | 08.1912    | Mai 1921 zum Abbruch                               |
| Beaver      | W. Denny BauNr. 934        | 10.1910    | 6.10.1911  | 11.1912    | Mai 1921 zum Abbruch                               |
| Yarrow      | special I class            |            |            |            |                                                    |
| Firedrake   | Yarrow BauNr. 1304         | 07.1911    | 9.04.1912  | 09.1912    | Oktober 1922 zum Abbruch                           |
| Lurcher     | Yarrow BauNr. 1305         | 07.1911    | 1.06.1912  | 10.1912    | Juni 1922 zum Abbruch                              |
| Oak         | Yarrow BauNr. 1306         | 07.1911    | 5.09.1912  | 11.1912    | Mai 1921 zum Abbruch                               |